# Riksdag Estates
Riksdag Estates (tên chính thức tiếng Thụy Điển: Riksens ständer; tên không chính thức là ståndsriksdagen) là tên được sử dụng cho Estates của Thụy Điển khi chúng được thành lập. Cho đến khi giải thể vào năm 1866, tổ chức này là cơ quan quyền lực cao nhất ở Thụy Điển bên cạnh quốc vương. Đó là một quốc hội được tạo thành từ Four Estates, trong lịch sử là dòng chia rẽ trong xã hội Thụy Điển:
- Quý tộc
- Giáo sĩ
- Giai cấp tư sản
- Tá điền

## Các cuộc họp quan trọng

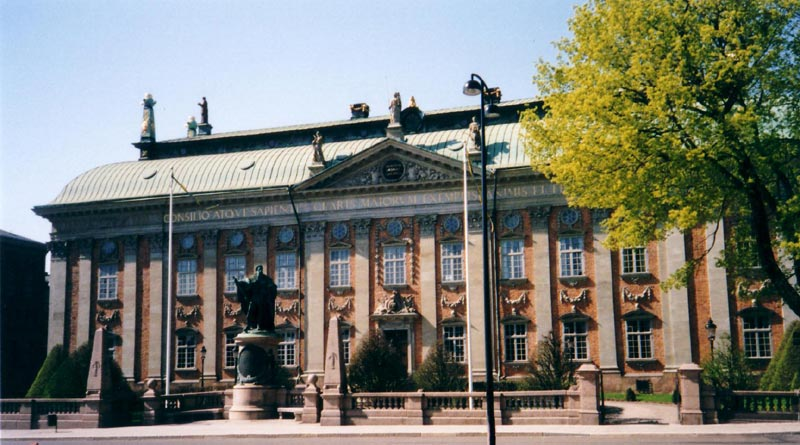
Nơi của giáo sĩ, nơi của giới quý tộc Thụy Điển.

Cuộc họp Arboga năm 1435 được coi là Riksdag đầu tiên, nhưng không có tài liệu nào chứng thực sự hiện diện của nhà nước thứ tư, giai cấp vô sản, trong hội đồng.
- Cuộc họp đầu tiên có lẽ là cuộc họp được tổ chức tại Uppsala năm 1436, sau cái chết của thủ lĩnh phiến quân Engeloustkt.
- Tại Riksdag năm 1517, nhiếp chính Sten Sture the Younger và Hội đồng Thụy Điển đã đưa ra quyết định phế truất tổng giám mục Gustav Trolle, một quyết định dẫn đến Stockholm Bloodbath và giải thể Liên minh Kalmar.
- Västerås trong năm 1527 đã được thông qua Luther là quốc giáo mới ở vị trí của Công giáo Roma.
- Soderkoping trong năm 1595, Công tước Karl được bầu làm nhiếp chính của Thụy Điển thay vì Sigismund III Vasa (người theo Công giáo Roma) và Quân chủ của cả Thụy Điển và Ba Lan-Litva.
- Năm 1612, chế độ ăn kiêng đã quyết định trao cho đặc quyền quý tộc và quyền nắm giữ tất cả các văn phòng chính phủ cao nhất.
- Cuộc xung đột mở đầu tiên giữa các bang xảy ra vào năm 1650.
- Trong cuộc họp năm 1680, việc trở lại Thống lĩnh của một số vùng đất trước đây thuộc về quý tộc đã được phê duyệt.
- Luật hiến pháp mới đã được thông qua tại các cuộc họp năm 1634, 1719, 1720, 1772 và 1809.

## Riksdag hiện nay
Năm 1866, tất cả các quốc gia đã bỏ phiếu ủng hộ việc giải thể và đồng thời thành lập một hội đồng mới, Riksdag của Thụy Điển, hoặc Sveriges Riksdag. So với các bang khác, các bang hội quý tộc và kỵ binh vẫn là đại diện của toàn bộ giới quý tộc của đất nước. Đảng Trung tâm hiện tại có thể được mô tả là đại diện hiện đại của nhà nước vô sản.
Năm 1809, quyền lực của chính phủ được phân chia giữa Bernadotte và Riksdag của các bang, và vào năm 1866.

## Riksdag ở Phần Lan
Trong năm 1809, Thụy Điển nhượng Phần Lan cho Đế quốc Nga. Phần Lan trở thành Phần Lan, dưới sự chỉ huy của Sa hoàng của Đế quốc Nga, nhưng các thể chế chính trị vẫn được giữ nguyên trên thực tế. Các Chế độ ăn uống của Phần Lan tiếp tục làm theo các quy tắc của Riksdag Thụy Điển, là cơ quan lập pháp của các khu vực tự trị mới. Trong triều đại của Aleksandr I và Nikolai I của Nga, quốc hội không bao giờ được đáp ứng và không có luật nào được thông qua. Với Aleksandr II, các hội đồng được nối lại vào năm 1863, vì cần phải thay đổi hoàn toàn luật pháp. Sau phiên này, Riksdag đã gặp nhau thường xuyên cho đến năm 1905, khi một đạo luật được thông qua đã hình thành một quốc hội đơn phương mới. House of the Knights (Nhà của Giáo sĩ, Ritarihuone) vẫn đại diện cho truyền thống của giới quý tộc, mặc dù không có gia đình mới được giới thiệu vào năm 1906.